# Маза (Вологодская область)
Маза — деревня в Кадуйском муниципальном районе Вологодской области.
Входит в состав сельского поселения Семизерье (до 2015 года была центром Мазского сельского поселения), с точки зрения административно-территориального деления — центр Мазского сельсовета.
Деревня расположена на юго-западе Вологодской области, на притоке Колпи — реке Маза.
Расстояние по автодороге до районного центра Кадуя — 43 км. Ближайшие населённые пункты — Бор, Мошницкое, Пименово.
По переписи 2002 года население — 308 человек (142 мужчины, 166 женщин). Преобладающая национальность — русские (97 %).

## История
В Новгородской губернии Маза относилась к Боровской волости Белозерского уезда.
Из «Описания волостей Танищи, Дуброва и Сухоч в переписной книге Белозерского уезда 1645—1646 года»
Волость Дуброва. А в ней погост на государевой земле, а на погосте церковь Преображение Спасово да церковь Ильи Пророка. В той же волости за помещики. За можаитином за Иваном Тимофеевым сыном Усова. Полдрв. Мазе, а в ней: в. крестьянин Данилко Онофриев сын з детми: з Гришкою до Фочкою; бобыль Тимошка Еремеев сын з детми: с Петрушкою, до с Юдкою, да с Ывашком; в. бобыль Назарко Кирилов сын; в. крестьянин Васка Васильев сын, прозвище Великой, с сыном Емелкою, а у Емелки детей: Микитко да Осипко; в. крестьянин Демка Иванов сын з детми: с Минкою да Офонкою; в. крестьянин Исачка Парфенев сын з детми: з Бориком да с Сидорком, да з бретею с родными: Стенкою да с Евтифейком Парфеноевы дети.
Волость Сухоч. А на ней на погосте на государеве земле церковь Николы Чудотоворца. В той же волости за помещики. За иноземцем за Иваном Горянским отца ево поместье. Полдерв. Мазы, а в ней: в. крестьянин Киприянко Устинов сын з детми — с Микиткою д с Ысачком; в бобыль Фомка Устинов сын, прозвище Томилко, с сыном Ывашком; в. крестьянин Ивашко Кондратьев сын с сыном с Федотком; в. крестьянин Гурка Фирсов сын з детми: з Гришкою, да с Михейком, да с Сенком, да с Ысачком, а у Гришки детей: Трошка, да Гаврилка, да Костка; в. бобыль Варламко Фомин сын, прозвище Томилко.
Сокращения: в. — во дворе; дрв. — деревня.
(опубликовано в краеведческом альманахе «Кадуй», Вологда, издательство «Русь», 2005 год, страницы 199, 200, 205, 206).
Из Новогородского сборника. Выпуск I. Под ред. Н. Богословского. Новгород. 1865 год.: «Сельцо Маза на речке Мазе, у которой берега крутые и поэтому с этой стороны сельцо имеет местность гористую, с прочих же сторон окружают как и прочие селения песчаные поля и растущий строевой и дровяной лес, 13 домов, из них 4 белые.»
Данные из Списка населенных мест Новгородской губернии. Выпуск XI. Белозерский уезд. Составлен под редакцией секретаря Новгородского губерского статистического комитета Н. П. Володина. Новгород. Губернская типография. 1912 год.: жилых строений — 97, число жителей обоего пола — 340 (м/ж = 154/186). Есть часовня и земская школа.

## Транспорт
От железнодорожной станции Кадуй (районный посёлок Вологодской области) Октябрьской железной дороги на рейсовом автубусе Кадуй — Сосновка: понедельник, среда, пятница — 6.00 и 18.10; суббота 7.45 и 18.10; воскресенье — один рейс.